# 高雄市區
22°37′N 120°18′E / 22.617°N 120.300°E
高雄市區，是由古名「打狗」的高雄聚落所發展出來的連貫都市化地區，位於縣市合併後的高雄市西南部。高雄市區的範圍並未見官方有明確定義，因而有多種不同說法，但大致均未超越原高雄市11區及鳳山區的管轄範圍，面積185.937平方公里，占高雄市總面積2,951.8524平方公里的百分之6.
3，2016年3月人口1,872,002人，占高雄市總人口2,778,240人的百分之67.4，人口密度每平方公里超過1萬人。

## 範圍
對於高雄市區的正式範圍並不存在正式的官方定義。
由於舊高雄直轄市輪廓南北狹長，其東側緊臨原屬高雄縣的鳳山區距離市中心反而較楠梓、小港等原屬舊高雄市的區為近，因而發展迅速。早在高雄縣市合併升格前，鳳山市區就已和高雄市區發展成帶狀的人口稠密地帶。由高雄市政府都市發展局主導、在2009年6月動工興建的高雄市區鐵路地下化計畫，也順道將鳳山車站納入開發規劃的範圍。另外在縣市合併之後，高雄市政府採用雙行政中心制度，將下屬各機構分設於舊高雄市內的四維行政中心（原高雄市政府舊址）與鳳山行政中心（原高雄縣政府舊址），並以這兩個行政中心作為發展核心，做為未來高雄市區的發展基礎。

## 歷史

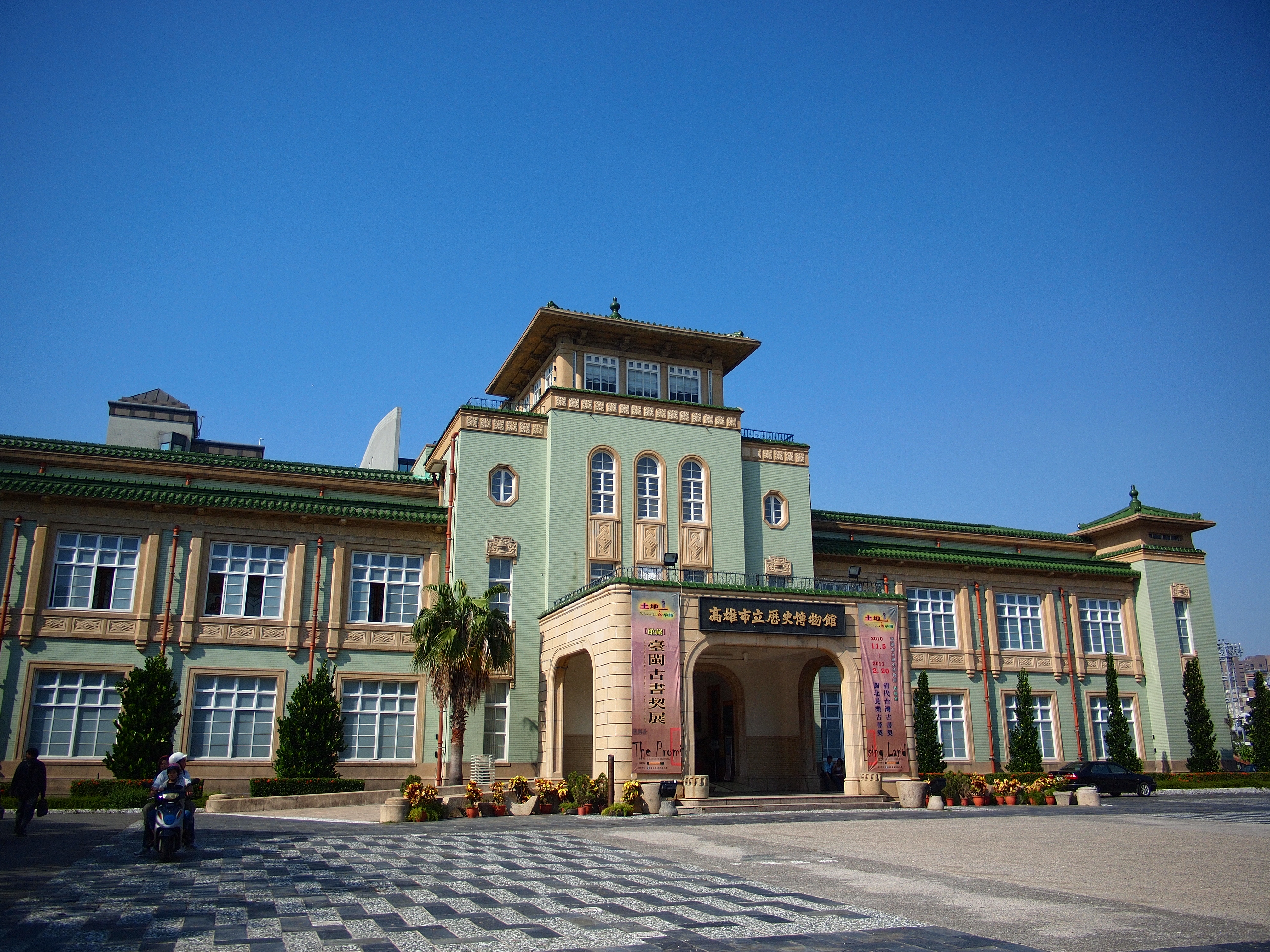
高雄市立歷史博物館

1924年，原屬高雄州高雄郡的高雄街升格為州轄高雄市，同時廢除高雄郡，此為高雄成為都市行政區之始。最初的轄區僅包括高雄、中洲、內惟、三塊厝、大港、前金、大港埔、苓雅寮、過田子、林德官、戲獅甲及前鎮等12個大字，約當今日旗津區、鹽埕區、前金區、新興區等區之全部，以及三民區西部、鼓山區中東部、苓雅區中西部與前鎮區西部。
自1930年起，臺灣總督府開始進行高雄新市區道路規劃，完成寬大整齊的棋盤式及環狀道路系統，雖後因太平洋戰爭日本失利而計畫未及實施，但影響至今，高雄擁有最完善的道路系統，而此系統是日本治台時期留下來的。 
1932年12月1日，原屬岡山郡左營庄的桃子園、前峰尾2個大字併入高雄市，使得今之鼓山區全部納入高雄市轄區。1936年，台灣總督府再度擴大高雄都市計劃，並進行高雄港擴建工程，為「南進政策」積極準備，而前鎮因為臨港的地理位置，成為工業重鎮，高雄港的工業港市已經初具規模。
1940年10月1日，原隸屬岡山郡的左營庄全庄10個大字，原隸屬鳳山郡鳥松庄的灣子內、本館2個大字，原隸屬鳳山郡鳳山街的五塊厝、籬仔內2個大字及獅頭小字，以及原隸屬鳳山郡小港庄的草衙、佛公2個大字併入高雄市，使得人口數一舉超越臺南市而成為全臺第二大城市。
1940年代後，隨著高雄驛（高雄車站）東移新設，市區開始向東往前金、大港埔一帶擴展。同時基於南進政策需要，日本人開始以高雄作為工業發展基地。然而二戰末期，在美軍軍機的密集空襲下，高雄港與市區受到了嚴重破壞。
1944年，原隸屬岡山郡楠梓庄的後勁、楠梓、土庫3個大字併入高雄市。
二戰結束後，中華民國政府接管臺灣，高雄市改制為省轄市，高雄港也逐漸恢復正常運作。1966年前鎮區成立加工出口區，以及1970年代，大型造船廠、煉鋼廠、石化廠的設立，高雄作為工業重鎮的形象逐漸確立；高雄港的貨運量也逐年上升，並開始進行擴建；都市的發展區域亦以高雄車站為中心，持續向南、東、北三個方向擴張。
1979年7月1日，高雄市併入南邊的高雄縣小港鄉，並改制為直轄市。
1992年，因應都市快速發展，原本位於鹽埕區的市政府向東遷至四維路的新辦公大樓。2000年代後，市政府愛河與港區環境的重整與美化，及多項文化、休閒設施的整建，加上許多重大公共建設及捷運動工，使得城市面貌在有較大的改變。在都市發展上，除了範圍較大的商圈陸續興起外，陸續推動的交通建設（高雄捷運、鐵路地下化）亦將帶來交通紓解上的助益。
2010年12月25日，直轄市高雄市與臺灣省高雄縣合併為一新直轄市，仍名為「高雄市」，與市區早已相連的鳳山區正式成為高雄市的一個行政區。

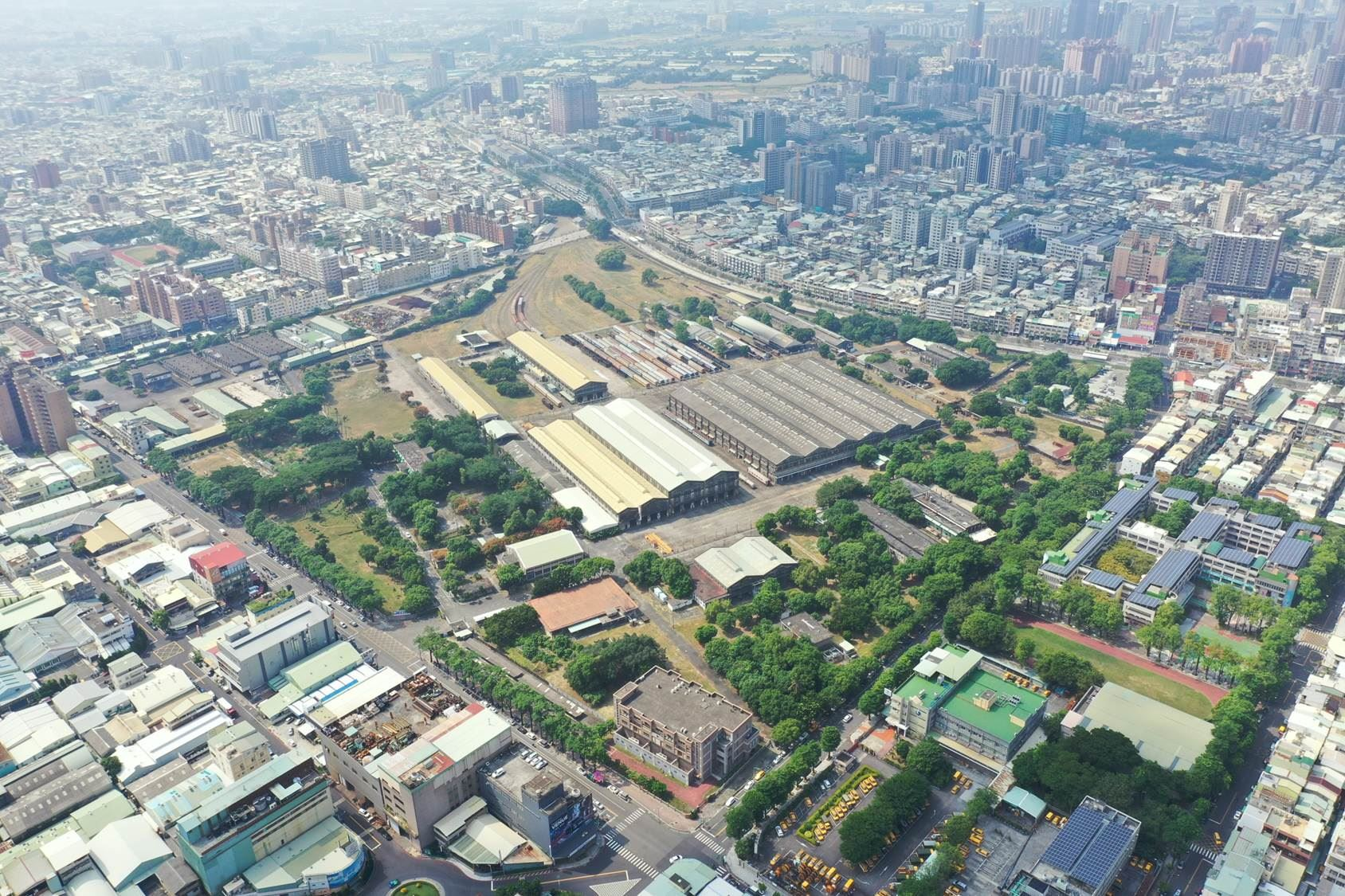
臺鐵高雄機廠附近密集的建築樣貌

## 氣候
高雄市區屬於熱帶季風氣候，全年以五月中至十月中最熱最潮濕，尤其是六月到八月，這三個月也是高雄的雨季，降下了全年82%的雨量（依據1998至2011年統計資料，以下同）。冬天偶爾還是有寒流的困擾，但幸好憑藉著壽山、旗后山、半屏山和中央山脈阻擋了大部份北方寒流東北季風的絕佳先天避寒優勢，加上本身大型港口地形開口朝西南方，引導西南→東北走向的南海暖流匯流進入市區增溫，以及重工業城市和人口稠密形成的汽機車普及所排放的廢氣造成本身的熱島效應，使得高雄市區在10月~5月秋冬春季的平均溫不僅明顯比北方相鄰的台南市區和緯度相近的台東市、香港高出不少，甚至還只比臺灣本島最南端的墾丁低一點點，當中有些天數甚至會比恆春墾丁溫暖。
高雄市區冬天平均溫度雖然約為攝氏20度，但是當寒流來時，夜間至清晨還是會降到13-19度不等，但一年中白天高溫低於20度的日子一般不會超過十天。而跌破10度的機率大約平均是每四年發生一次，每次持續2~3天，且有逐漸減少的趨勢。近年由於上述原因，在11月至2月的冬季出現超過30攝氏度的炎熱日子正不斷遞增，也開始較遲入冬，較早入春，低於攝氏12度的日子更變得越來越少。而此時也是高雄的旱季，只會偶爾下著毛毛雨，如果此時下大雨是極端罕見的。
氣溫以一月平均攝氏19.9度最低，七月平均攝氏29.4度最高；相對濕度以十二月平均72.4%最低，六月和八月平均81.3%最高。
日照時數全年高達2,212小時，平均每天日照時數達六小時，故有陽光之都之稱。以十二月日照162.1小時最少，七月日照221.8小時最高。降雨量全年1,893.4毫米，其中以十二月及一月平均月總降雨量12.1毫米最少，六月及八月445.4毫米最高。有明顯的旱季和雨季，旱季嚴重時曾創下連續半年完全無降雨的紀錄，往往釀成缺水旱情。然而雨季來臨時，亦偶曾出現單日500毫米以上的降雨量。
全年基本上並沒有嚴寒的冬季，只分為日平均溫超過25度的熱季跟不足25度的涼季；每年4月中至11月中為熱季，共7個月、11月中至4月中為涼季，共5個月，熱季比涼季還要長。根据1931年1月到2011年12月的统计时期，高雄市區的极端最高温为37.2 °C，极端最低温为5.3 °C。
| 高雄（1981年至2010年）   | 高雄（1981年至2010年） | 高雄（1981年至2010年） | 高雄（1981年至2010年） | 高雄（1981年至2010年） | 高雄（1981年至2010年） | 高雄（1981年至2010年） | 高雄（1981年至2010年） | 高雄（1981年至2010年） | 高雄（1981年至2010年） | 高雄（1981年至2010年） | 高雄（1981年至2010年） | 高雄（1981年至2010年） | 高雄（1981年至2010年） |
| 月份                     | 1月                    | 2月                    | 3月                    | 4月                    | 5月                    | 6月                    | 7月                    | 8月                    | 9月                    | 10月                   | 11月                   | 12月                   | 全年                   |
| ------------------------ | ---------------------- | ---------------------- | ---------------------- | ---------------------- | ---------------------- | ---------------------- | ---------------------- | ---------------------- | ---------------------- | ---------------------- | ---------------------- | ---------------------- | ---------------------- |
| 平均高温 °C（°F）        | 23.9 (75.0)            | 24.7 (76.5)            | 26.8 (80.2)            | 29.1 (84.4)            | 30.8 (87.4)            | 31.6 (88.9)            | 32.4 (90.3)            | 31.9 (89.4)            | 31.4 (88.5)            | 30.0 (86.0)            | 27.7 (81.9)            | 24.9 (76.8)            | 28.8 (83.8)            |
| 日均气温 °C（°F）        | 19.3 (66.7)            | 20.3 (68.5)            | 22.6 (72.7)            | 25.4 (77.7)            | 27.5 (81.5)            | 28.5 (83.3)            | 29.2 (84.6)            | 28.7 (83.7)            | 28.1 (82.6)            | 26.7 (80.1)            | 24.0 (75.2)            | 20.6 (69.1)            | 25.1 (77.2)            |
| 平均低温 °C（°F）        | 15.7 (60.3)            | 16.7 (62.1)            | 19.2 (66.6)            | 22.4 (72.3)            | 24.8 (76.6)            | 25.9 (78.6)            | 26.4 (79.5)            | 26.1 (79.0)            | 25.5 (77.9)            | 24.0 (75.2)            | 20.9 (69.6)            | 17.1 (62.8)            | 22.1 (71.8)            |
| 平均降雨量 mm（）        | 16.0 (0.63)            | 20.5 (0.81)            | 38.8 (1.53)            | 69.8 (2.75)            | 197.4 (7.77)           | 415.3 (16.35)          | 390.9 (15.39)          | 416.7 (16.41)          | 241.9 (9.52)           | 42.7 (1.68)            | 18.7 (0.74)            | 16.2 (0.64)            | 1,884.9 (74.21)        |
| 平均降雨天数（≥ 0.1 mm） | 3.2                    | 3.7                    | 4.0                    | 5.8                    | 9.3                    | 13.8                   | 12.9                   | 16.3                   | 11.2                   | 3.5                    | 2.6                    | 2.3                    | 88.6                   |
| 平均相對濕度（％）       | 72.7                   | 73.5                   | 73.2                   | 75.1                   | 76.9                   | 80.1                   | 78.7                   | 80.5                   | 78.9                   | 75.5                   | 73.3                   | 71.9                   | 75.9                   |
| 月均日照時數             | 174.7                  | 165.8                  | 187.0                  | 189.1                  | 198.5                  | 199.9                  | 221.4                  | 193.7                  | 175.7                  | 182.4                  | 162.2                  | 161.8                  | 2,212.2                |
| 来源：中央氣象局         |                        |                        |                        |                        |                        |                        |                        |                        |                        |                        |                        |                        |                        |

- 註：上表為高雄市中心資料。

## 市區街道

### 街道命名
高雄市區的道路分布，主要是以日治時期所規劃的棋盤式道路網為基礎，加以拓建而成，所以路幅通常較為廣闊。當中較為人所知的是路名可以「從一數到十」的十條主要東西向道路，由南至北依序為「一心路、二聖路、三多路、四維路、五福路、六合路、七賢路、八德路、九如路、十全路」。

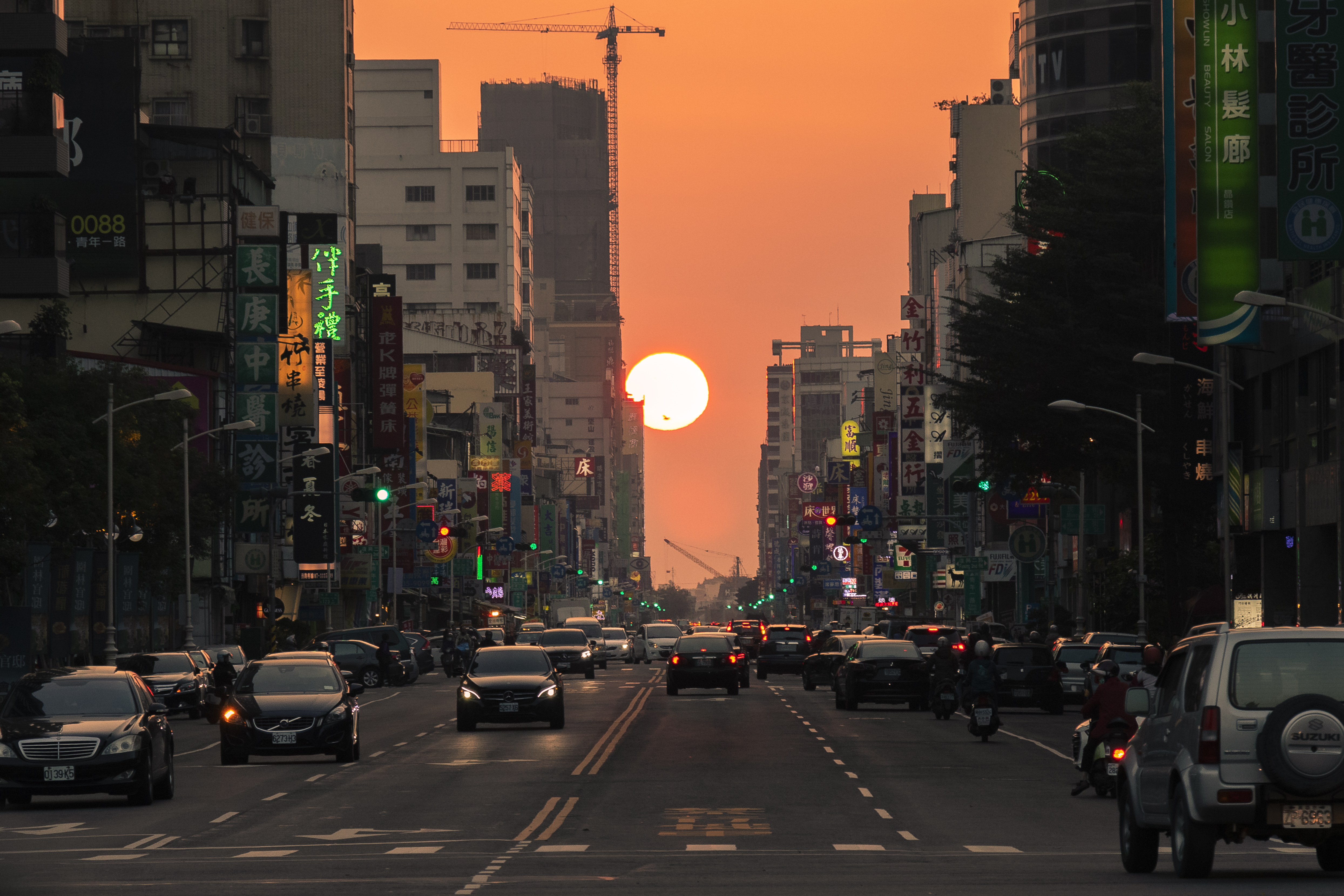
市區街道一景

### 中心商業區
高雄市區的商業活動核心區是臺灣南部最具特色和國際化的商業活動中心，高級的舶來品以及價廉物美的貨品，吸引高消費能力的本地市民及旅客消費。中心商業區主要位於前鎮區、前金區、苓雅區、左營區、新興區和鹽埕區一帶，其中最著名的大商圈有四個，分別是位於前鎮區的夢時代商圈和前鎮區、苓雅區的三多商圈跟新興區、前金區的五福商圈與位於左營區的巨蛋商圈。

### 行業集中街道
高雄市區商業活動當中，有不少商家分門別類集中於某一條道路及週邊地帶的現象，形成特殊商業街道景象，例如興中路的「花卉街」、中山一路的「婚紗街」、博愛二路的「醫美街」、建國二路的「電腦街」、建國三路的「補習街」、中正四路的「喜餅街」、大連街的「皮鞋街」、新興街的「五金街」、青年路的「家具街」、林森路的「手機街」、八德一路的「汽車材料街」、長明街的「成衣、音響街」、十全一路的「醫療器材街」、十全二路的「五金螺絲街」、鼎中路的「手搖飲街」、新樂街的「奶茶街]、三鳳中街的「南北貨」、以及修租車非常密集的凱旋路等。
有些專業街已經隨著市場與消費型態的改變而逐漸沒落，或是不再像過去一般集中，如以前高雄的補習街是在七賢二路，現在已經移到建國三路；不過也有變得更為繁榮，分佈範圍亦略有擴張的案例。

## 交通

### 公共汽車
高雄市區公共汽車由港都客運、高雄客運、東南客運、南台灣客運、義大客運、漢程客運等多家客運業者共同經營，營運中的普通公車有一段票路線49條、二段票路線10條；捷運紅線接駁公車有一段票路線31條、二段票路線3條；捷運橘線接駁公車有一段票路線7條，合計路線100條。
市區公車共設有十個總站，由北到南分別為加昌站、左營南站、金獅湖站、高雄車站（火車站）、鹽埕站（包括歷史博物館、鹽埕圓環）、建軍站、瑞豐站、前鎮站、小港站。

### 鐵道運輸

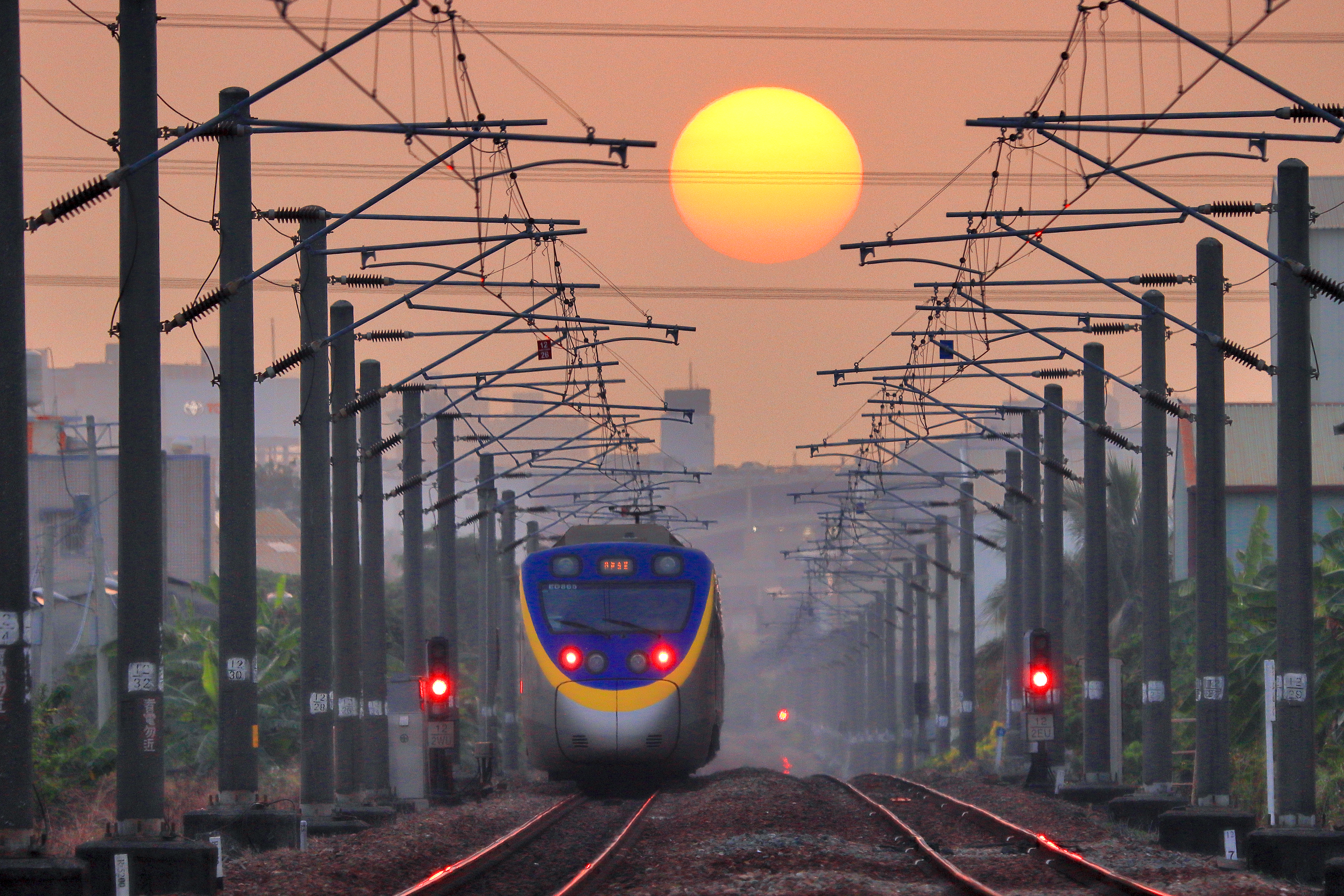
台鐵經由市區部分為鐵路捷運化帶來便捷交通

高雄車站附近鐵道示意圖

日治初期（1900年代），隨著縱貫線南段完工，位於哈瑪星與鹽埕埔交界處，當時稱為「打狗停車場」的舊高雄車站成為縱貫線的端點站；屏東線（當時稱為「潮州線」）亦於此時期逐段通車。1941年，興建於大港埔一帶的新高雄車站啟用，原本使用的舊高雄車站改名為高雄港車站；同時並興建繞行高雄港區，以貨運為主的高雄臨港線。
目前台鐵西部幹線（縱貫線、屏東線）於市區設有楠梓、新左營、左營（舊城）、鼓山、高雄及鳳山等車站，其中高雄車站是特等站，為大眾運輸轉乘樞紐，且為縱貫線與屏東線的交界站；新左營車站是一等站，鼓山車站為貨運站，由該站至高雄港車站的路段為縱貫線舊線。
高雄市區鐵路地下化工程於2009年6月26日全面動工興建，除了左營（舊城）車站、高雄車站與鳳山車站地下化、鼓山車站及三塊厝車站復站外，並增設5個地下通勤車站：內惟車站、美術館車站、民族車站、科工館車站、正義車站，於2018年10月正式完工通車。此外，也配合環狀輕軌建設計畫開始檢討高雄臨港線的轉型與存廢問題。

### 捷運
高雄是臺灣第二個建有捷運系統（MRT）的都會區，服務範圍涵蓋以市區內為主。高雄捷運地下段佔75%，高架段佔24％，平面僅佔1%。紅線長28.3公里，橘線長14.4公里，雙路線全長42.7公里，兩條路線形成十字型初期路網，交會於美麗島站，皆為高運量鋼軌系統。高雄捷運大多為地下段，紅線的岡山車站、橋頭車站到世運站為高架車站；而橘線的大寮站和紅線的岡山高醫站則為地面車站；地下車站有28個，高架車站有9個，平面車站有2個，共有39個。
其中紅線可達高雄國際機場，可視為臺灣第一條通車的機場捷運。環狀輕軌部分路段是使用臺鐵舊有的臨港線鐵路土地建造，第一階段水岸輕軌（長約8.7公里）已於2012年底動工，目前C1~C14路段於2017年9月正式營運 ，第二階段環狀輕軌部分，須待2017年台鐵高雄市區鐵路地下化完工後，才可配合興建動工，全線於2024年完工通車，另外尚有多條規劃路線有待未來擴建。

### 水路客運
連結高雄港區周圍沿岸的渡輪，共有三條由高雄市輪船公司經營的公共航線，分別為「旗津輪渡站—鼓山輪渡站」、「前鎮—中洲」、「真愛碼頭—旗津輪渡站」，其中以「旗津—鼓山」航線班次最為頻繁，且為十分著名的觀光航線；除此之外亦於例假日開行遊港觀光路線：「真愛碼頭—旗津漁港」和「真愛碼頭—旗津輪渡站」。除了渡輪之外，愛河自真愛碼頭至七賢橋也有觀光遊覽船—「太陽能愛之船」航行於其上。另外高雄市港都客運有「鴨子船」-水陸兩用觀光車行駛於愛河。

### 自行車道

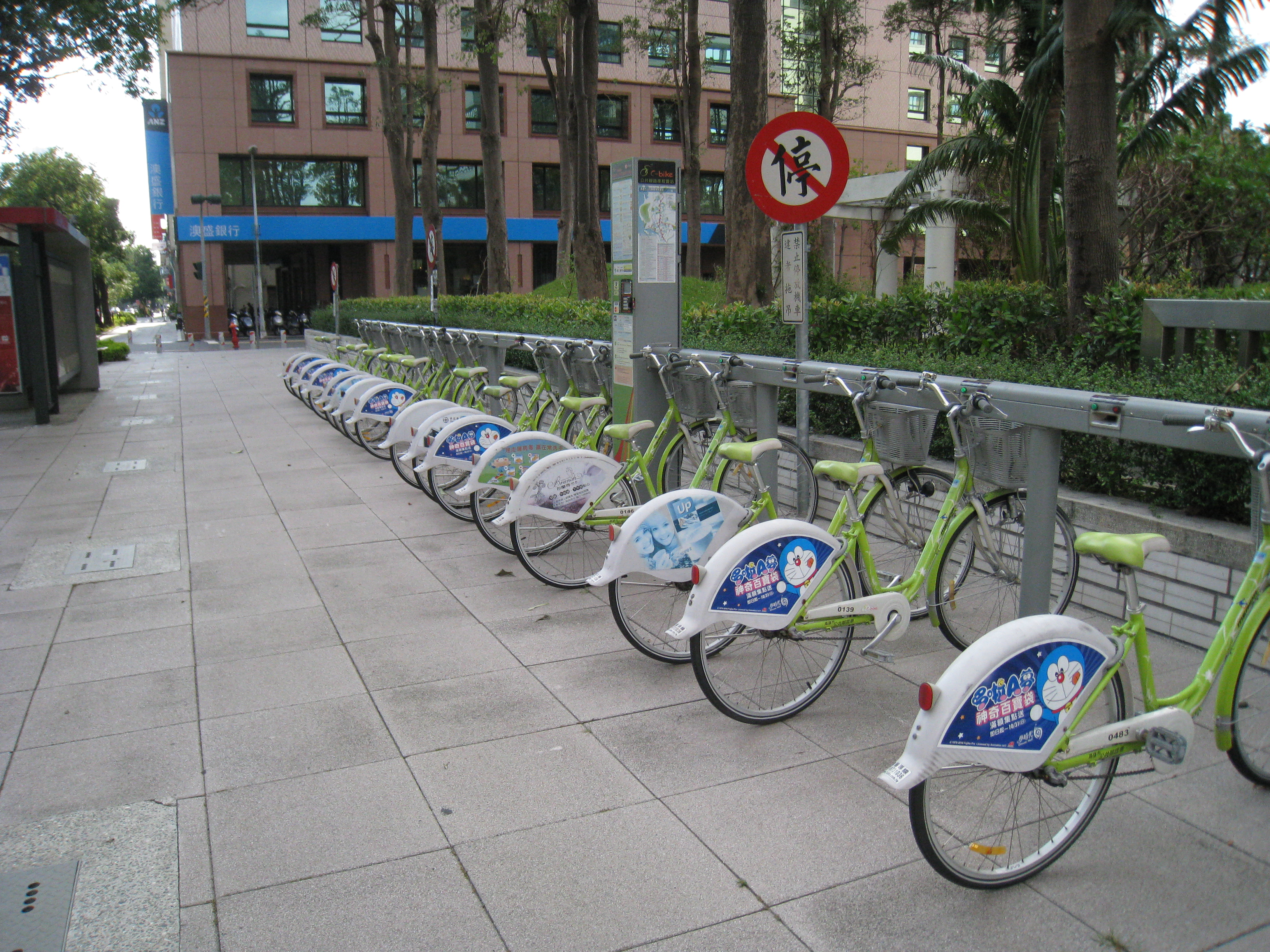
高雄市政府四維行政中心前的公共腳踏車租用點。

近年因應潮流，高雄市區陸續規畫了許多自行車道，以節能減碳或解決交通堵塞問題。先後興闢了如西臨港線自行車道、愛河連接蓮池潭自行車道和旗津環島踩風自行車道等自行車道並於翠華路及中山凱旋路口設置自行車橋。高雄市區完善的自行車道網路和節能減碳綠色交通概念的公共腳踏車系統，被CNN評選為《亞洲最友善單車城市》。
高雄市公共腳踏車租賃系統為全國第一個「都會網絡型」公共腳踏車租賃系統，由統立開發公司得標，出租所使用的腳踏車是美利達公司為高雄專門訂做的，共提供4,500輛腳踏車、49個站點供租用，系統於2009年3月正式啟用。因故統立開發沒有續約，將系統和設備（腳踏車除外）捐給市政府。2011年7月21日由高雄捷運股份有限公司接手經營，11月底系統整合成功，中鋼母公司並贈送500輛腳踏車，自12月5日起凡經過登記，即可使用一卡通租車。

## 外部連結
- 高雄市政府 （页面存档备份，存于）
- 國家地理頻道：超級城市高雄 | YouTube （页面存档备份，存于）